# Сио (Охајо)
Сио (енгл. Scio) град је у америчкој савезној држави Охајо.

## Демографија
По попису из 2010. године број становника је 763, што је 36 (-4,5%) становника мање него 2000. године.
| Група             | 2000.       | 2010.       |
| Белци             | 790 (98,9%) | 749 (98,2%) |
| Афроамериканци    | 1 (0,1%)    | 0 (0,0%)    |
| Азијати           | 0 (0,0%)    | 0 (0,0%)    |
| Хиспаноамериканци | 6 (0,8%)    | 1 (0,1%)    |
| Укупно            | 799         | 763         |